# Голос трави
«Голос трави» — українська містична драма, знята за мотивами оповідань письменника-шістдесятника Валерія Шевчука

## Сюжет
Фільм розповідає історію посвячення молодої чарівниці у таємниці чаклунства. Фільму притаманна поетична стилістика, джерелом якої є український фольклор.

## Актори
- Раїса Недашківська
- Ольга Сумська
- Сергій Севастьянов
- Сергій Тарасов
- Володимир Міняйло
- Нелє Савиченко
- І. Сумський
- Л. Заславський

## Знімальна група
- Автор сценарію та режисер-постановник: Наталія Мотузко
- Оператор-постановник: Володимир Вернигор
- Художник-постановник: Володимир Євсіков
- Художник по костюмах: О. Оборотова
- Художник по гриму: Павло Орленко
- Звукорежисер: Олександр Піров
- Монтажер: Ірина Кондогеоргі
- Режисери: О. Боковиков, Л. Горі
- Оператор: І. Максименко
- Комбіновані зйомки: оператор — С. Богданов, художник — В. Маляренко
- Композитор: Володимир Губа
- Директор фільму: Вікторія Петрина

## Місце зйомок
Фільм знімався  у Шишацькому р-ні Полтавської області.